# Louis Marie Turreau

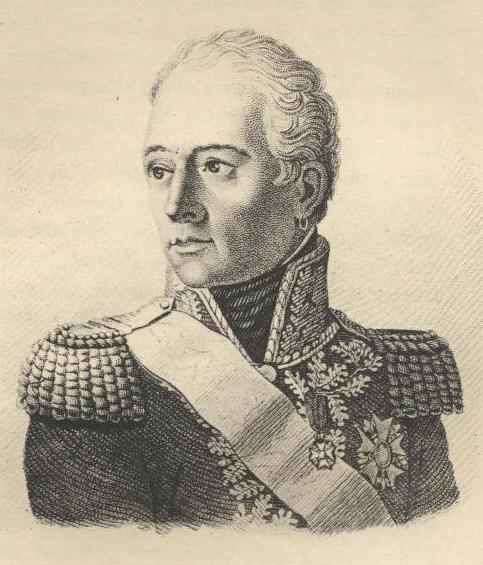
Louis Marie Turreau

Louis Marie Turreau (n. 4 iulie 1756, Évreux, Eure – d. 10 decembrie 1816, Conches) a fost un general francez care a luptat în Războaiele Revoluției Franceze.